# Gaetano Arfé

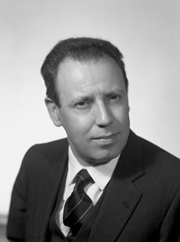
Gaetano Arfé

Gaetano Arfé (* 12. November 1925 in Somma Vesuviana (NA); † 13. September 2007 in Neapel) war ein italienischer Politiker, Journalist und Historiker.

## Leben
Arfé schloss sich 1944 in der Resistenza einer Partisanengruppe der Organisation Giustizia e Libertà an und trat 1945 der Sozialistischen Partei Italiens (PSI) bei. Von 1966 an war er für zehn Jahre Herausgeber der PSI-Tageszeitung Avanti!.
Innerhalb der PSI war er von 1957 bis 1982 Mitglied des Zentralkomitees und gehörte von 1979 bis 1984 als Mitglied der ESP-Fraktion für die PSI dem Europaparlament an. Dort stieß er insbesondere zwei Entschlüsse zum Schutz von Minderheitensprachen an (Resolutionen Arfé I und Arfé II).
Nach seinem Austritt aus der PSI wurde er im Jahr 1987 als Unabhängiger auf der Liste der Kommunistischen Partei Italiens (PCI) in den Senat gewählt.

## Bibliografie
- Ciro Raia: Gaetano Arfé. Un socialista del mio Paese. Piero Lacaita Editore, Manduria-Bari, 2003.